# Luigi Serafini (Architekt)
Luigi Serafini (* 4. August 1949 in Rom) ist ein italienischer Künstler, Architekt, Illustrator und Designer. Sein bekanntestes Werk ist der Codex Seraphinianus, eine illustrierte Enzyklopädie imaginärer Dinge, die in einer bisher nicht entzifferten künstlichen Sprache mit ebenso künstlichen Buchstaben, verfasst ist. Der Codex wurde erstmals 1981 von dem Mailänder Verleger Franco Maria Ricci publiziert.

## Leben
Nach Abschluss seines Architekturstudiums am Politecnico in Mailand arbeitete Serafini als Designer für das Büro von Ettore Sottsass, für das italienische Fernsehen, für verschiedene Kinofilme, darunter Federico Fellinis La Voce della Luna, sowie als Bühnenbildner, Kostüm- und Lichtdesigner für die Scala und das Piccolo Teatro in Mailand.
Serafini illustrierte u. a. Bücher von Franz Kafka, Michael Ende und Jules Renard.

## Werke
Schriften
- Codex Seraphinianus, Milano: Franco Maria Ricci [I segni dell'uomo, 27-28]. Zweibändige Erstausgabe 1981. ISBN 88-216-0026-2. ISBN 88-216-0027-0.
- Piccola Pulcinellopedia. Milano 1984. ISBN 88-3040388-1

Buchillustrationen
- "Le storie Naturali" di Jules Renard. Illustrationen von Luigi Serafini. Milano, Rizzoli, 2011. Abbildungen
- Michael Ende: La notte dei desideri (Der satanarchäolügenialkohöllische Wunschpunsch; Die italienische Ausgabe enthält Serafinis Illustrationen in Form von Vignetten); Milano 1995.
- Franz Kafka: Nella colonia penale [In der Strafkolonie, italienisch]. Illustrationen von Luigi Serafini. Genua, Il Melangolo 1983.
- Daniela Trasatti: Il coniglio d'oro (Das goldene Kaninchen; Serafini ergänzt seine Illustrationen durch Texte in  „lapinografischer“ Schrift) Verlag RCS Libri Spa, Milano 2015, ISBN 978881708373-7

Skulpturen
- Carpe diem. Skulptur aus Bronze, farbig gefasst. Vor der Metrostation "Mater Dei" in Neapel.
- Balançoires sans Frontières in Castasegna, Schweiz.

## Ausstellungen
- 2010 Storie Naturali. Fondazione Mudima, Milano; Serafhaus, LipanjePuntin artecontemporanea, Roma
- 2007 Luigi Serafini. Ausstellung im PAC Mailand (Padiglione d’Arte Contemporanea).[1]